# Els assassins del Kilimanjaro
 Els assassins del Kilimanjaro (títol original en anglès: Killers of Kilimanjaro) és un film britànic de Richard Thorpe estrenat el 1959. Ha estat doblada al català.

## Argument[2]
Mombasa, a finals del segle xix. Una noia cerca el seu pare i el seu promès que han desaparegut misteriosament. Ajudat de l'enginyer estatunidenc encarregat de la construcció del ferrocarril i del fill d'un cap indígena, marxa a la seva recerca a través de la jungla. Aventures i peripècies esperen els membres d'aquesta petita expedició i els seus portadors.

## Repartiment
- Robert Taylor: Robert Adamson
- Anne Aubrey: Jane Carlton
- Anthony Newley: Hooky
- Grégoire Aslan: Cheikh Ahmed
- Donald Pleasence
- John Dimech

## Al voltant de la pel·lícula
Killers of Kilimanjaro  és vagament basada en una història verdadera: dos lleons van matar prop de 130 obrers prop d'un taller a l'Àfrica, al final del segle xix. Les despulles dels menjadors d'homes són conservades al Field Museum de Chicago, Illinois.